# The Survival of Kindness
Pour plus de détails, voir Fiche technique et Distribution.
The Survival of Kindness est un film australien réalisé par Rolf de Heer, sorti en 2022. Sélectionné en compétition officielle, il remporte le prix FIPRESCI de la Berlinale 2023.

## Fiche technique
Sauf indication contraire, les informations mentionnées dans cette section peuvent être confirmées par la base de données cinématographiques IMDb,  présente dans la section « Liens externes ».
- Titre français : The Survival of Kindness
- Réalisation et scénario : Rolf de Heer
- Photographie : Maxx Corkindale
- Montage : Isaac Lindsay
- Musique : Anna Liebzeit
- Pays d'origine :  Australie
- Langue : anglais
- Format : Couleurs
- Genre : drame
- Durée : 110 minutes
- Dates de sortie :
  - Australie : 23 octobre 2022 (Festival du film d'Adélaïde)
  - France : 13 décembre 2023

## Distribution
- Mwajemi Hussein :
- Darsan Sharma :
- Deepthi Sharma :

## Sortie

### Accueil critique
En France, le site Allociné propose une moyenne de 3,4⁄5, d'après l'interprétation de 14 critiques de presse.

## Distinctions
- Berlinale 2023 : sélection officielle[2]
- Prix FIPRESCI de la Berlinale[3]